# Del Moore
Del Moore (* 14. Mai 1916 in Pensacola, Florida; † 30. August 1970 in Encino, Kalifornien) war ein US-amerikanischer Schauspieler und Komiker.

## Leben
Del Moore arbeitete zunächst als Radiosprecher in Kalifornien. Als sich das neue Medium Fernsehen zu Beginn der 1950er Jahre etablierte, übernahm Moore auch dort einige Rollen.
Er war ab 1951 als Ehemann von Betty White in der Serie Life with Elizabeth zu sehen. Später machte er sich vor allem als Komiker und Nebendarsteller in Filmen mit Jerry Lewis einen Namen.
Del Moore verstarb 1970 im Alter von 54 Jahren an einem Herzinfarkt. Er wurde auf dem Forest Lawn Memorial Park in Los Angeles beigesetzt.

## Filmografie (Auswahl)
- 1951–1955: Life with Elizabeth (Fernsehserie, 30 Folgen)
- 1953: The Story of King Midas
- 1956: Bus Stop
- 1956: So You Think the Grass Is Greener
- 1961: Unternehmen Feuergürtel (Voyage to the Bottom of the Sea)
- 1961: Der Held der Etappe (Last Time I Saw Archie)
- 1961: Ich bin noch zu haben (The Ladies Man)
- 1963: Der verrückte Professor (The Nutty Professor)
- 1964: Der Tölpel vom Dienst (The Disorderly Orderly)
- 1967: Ein Froschmann an der Angel (The Big Mouth)